# Seznam kanadských fregat

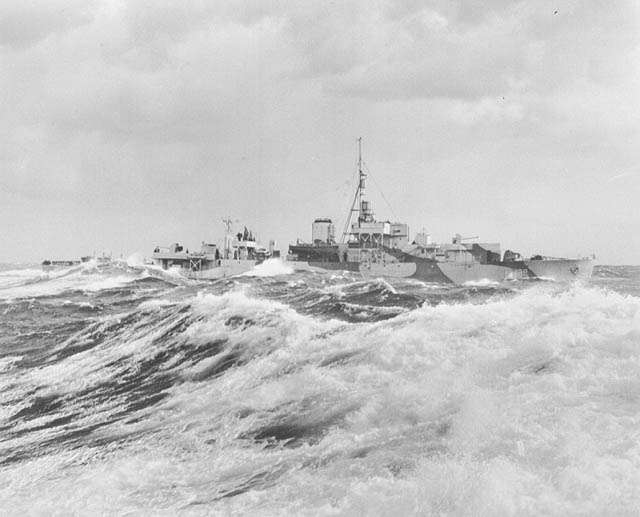
HMCS Swansea (K328)

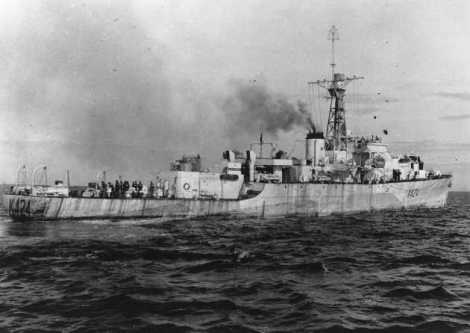
HMCS Loch Achanalt (K424)

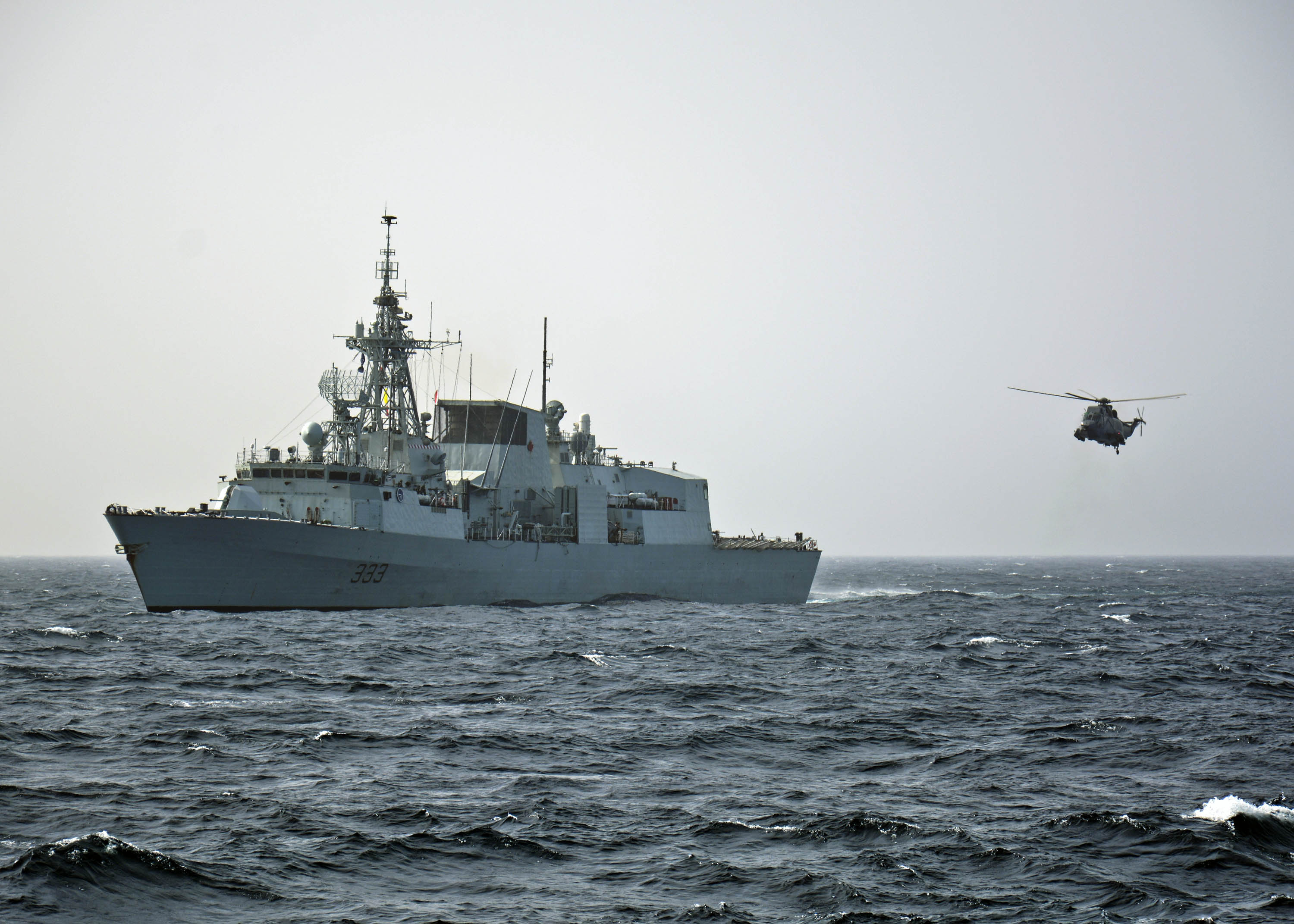
HMCS Toronto (333)

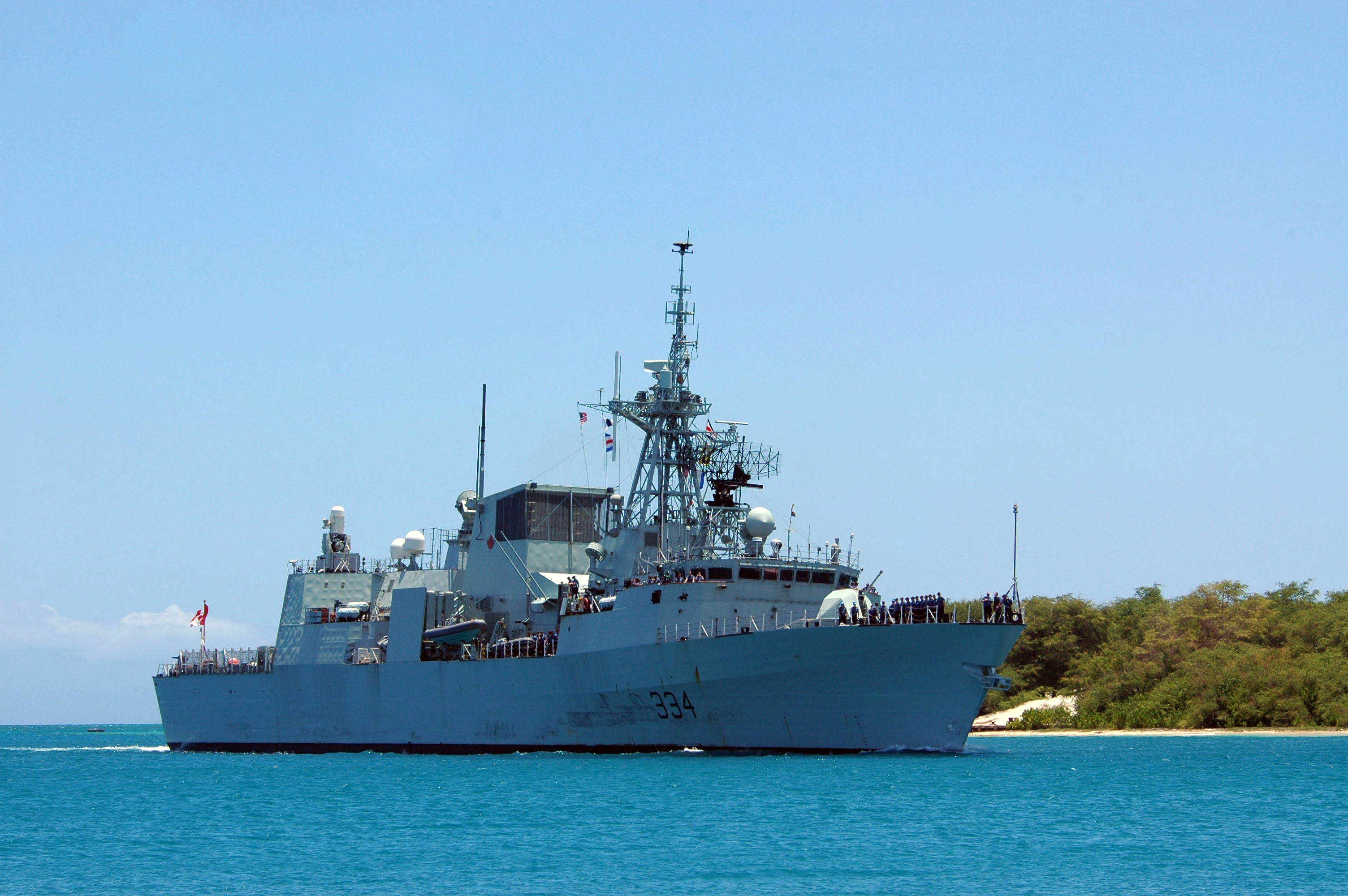
HMCS Regina (334)

HMCS Calgary (335)

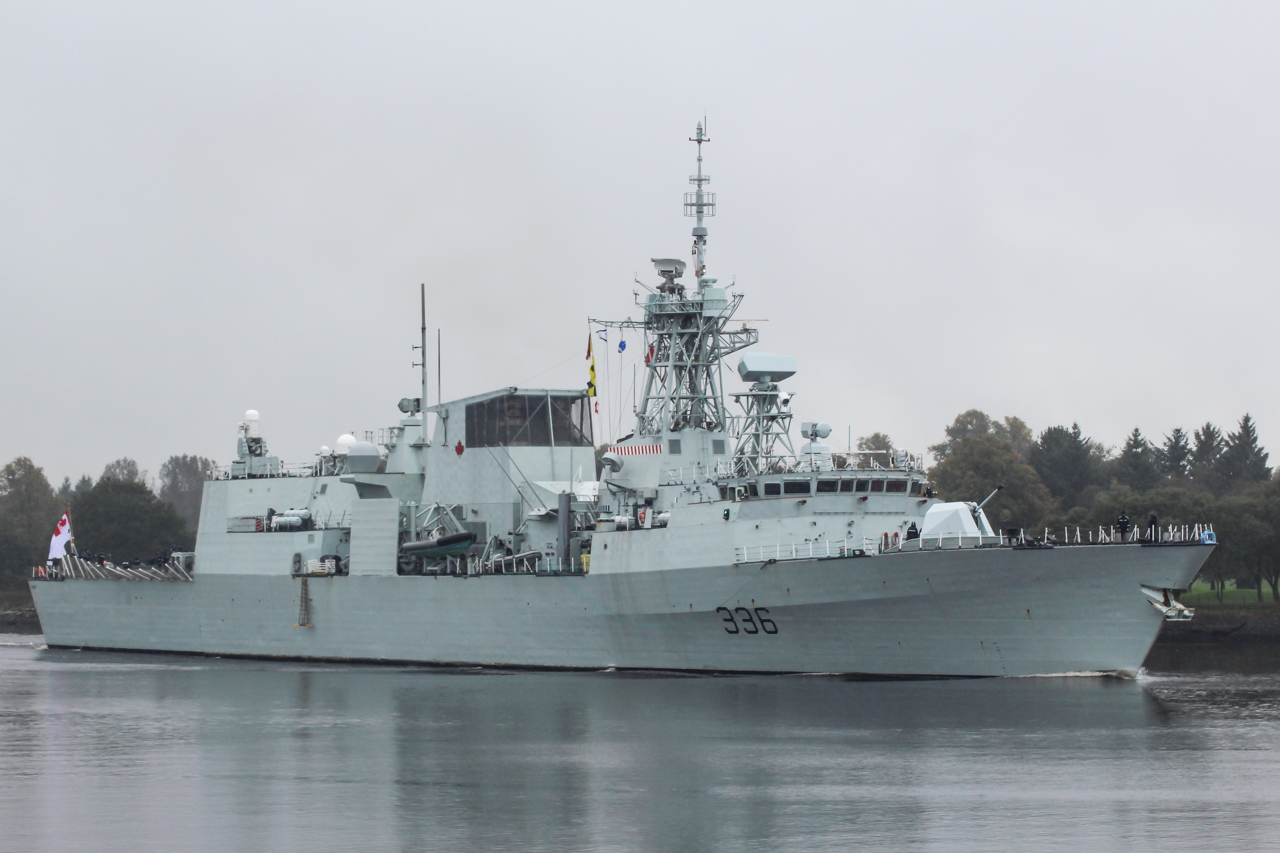
HMCS Montréal (336)

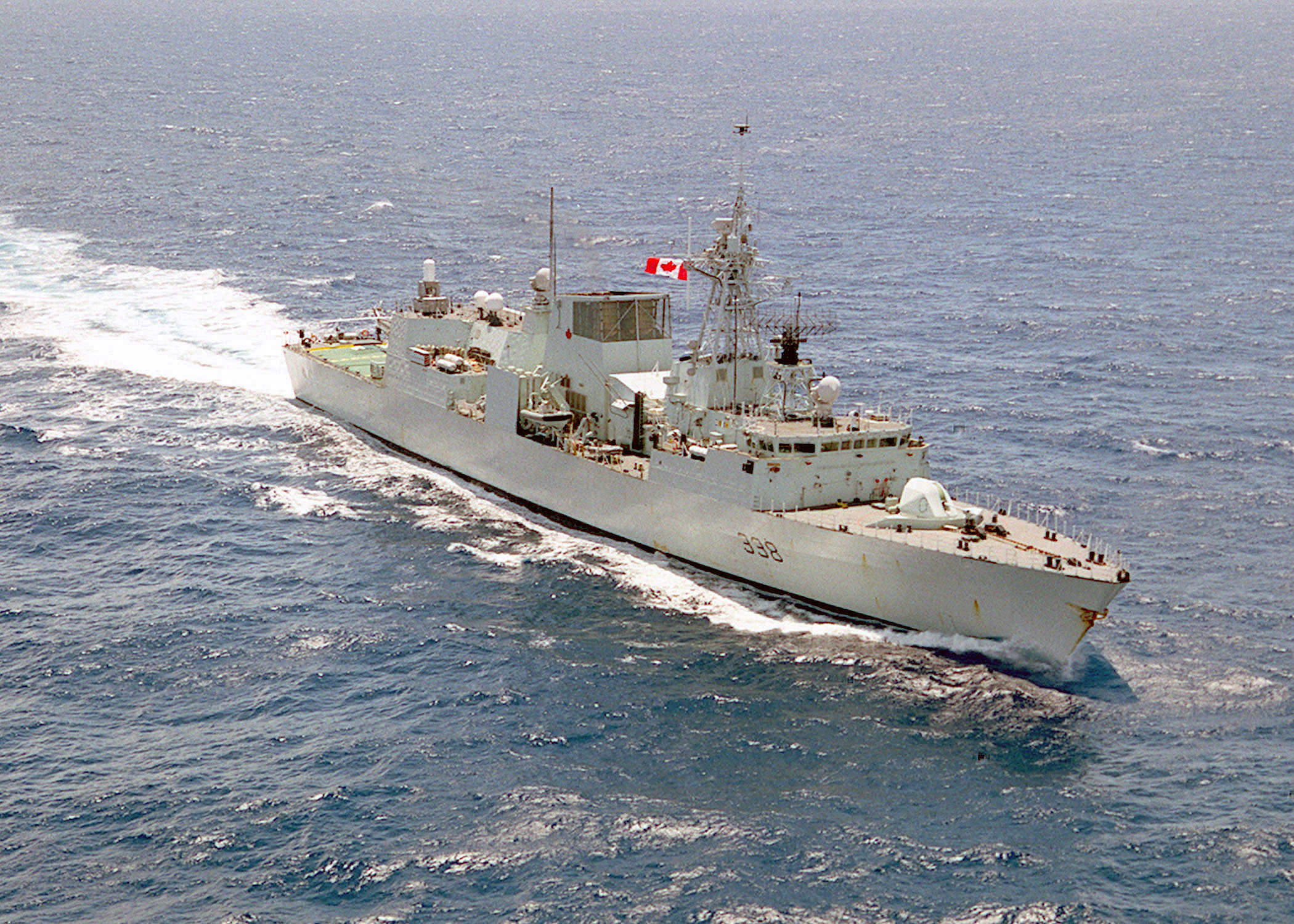
HMCS Winnipeg (338)

Seznam kanadských fregat obsahuje fregaty, které sloužily nebo slouží u Kanadského královského námořnictva.

## Seznam fregat

### TřídaRiver
- HMCS Annan (K404)
- HMCS Antigonish (K661)
- HMCS Beacon Hill (K407)
- HMCS Buckingham (K685)
- HMCS Cape Breton (K350)
- HMCS Capilano (K409)
- HMCS Carlplace (K664)
- HMCS Charlottetown (K244)
- HMCS Chebogue (K317)
- HMCS Coaticook (K410)
- HMCS Dunver (K03)
- HMCS Eastview (K665)
- HMCS Ettrick (K254)
- HMCS Fort Erie (K670)
- HMCS Glace Bay (K414)
- HMCS Grou (K518)
- HMCS Hallowell (K666)
- HMCS Inch Arran (K667)
- HMCS Joliette (K418)
- HMCS Jonquiere (K318)
- HMCS Kirkland Lake (K337)
- HMCS Kokanee (K419)
- HMCS La Hulloise (K668)
- HMCS Lanark (K669)
- HMCS Lasalle (K519)
- HMCS Lauzon (K371)
- HMCS Levis (K400)
- HMCS Longueuil (K672)
- HMCS Magog (K673)
- HMCS Matane (K444)
- HMCS Meon (K269)
- HMCS Monnow (K441)
- HMCS Montreal (K319)
- HMCS Nene (K270)
- HMCS New Glasgow (K320)
- HMCS New Waterford (K321)
- HMCS Orkney (K448)
- HMCS Outremont (K322)
- HMCS Penetang (K676)
- HMCS Port Colborne (K326)
- HMCS Poundmaker (K675)
- HMCS Prestonian (K662)
- HMCS Prince Rupert (K324)
- HMCS Ribble (K525)
- HMCS Royal Mount (K677)
- HMCS Runnymede (K678)
- HMCS Sea Cliff (K344)
- HMCS Springhill (K323)
- HMCS St. Catharines (K325)
- HMCS Saint John (K456)
- HMCS St. Pierre (K680)
- HMCS St. Stephen (K454)
- HMCS Ste. Therese (K366)
- HMCS Stettler (K681)
- HMCS Stone Town (K531)
- HMCS Stormont (K327)
- HMCS Strathadam (K682)
- HMCS Sussexvale (K683)
- HMCS Swansea (K328)
- HMCS Teme (K458)
- HMCS Thetford Mines (K459)
- HMCS Toronto (K538)
- HMCS Valleyfield (K329)
- HMCS Victoriaville (K684)
- HMCS Waskesiu (K330)
- HMCS Wentworth (K331)

### TřídaLoch
- HMCS Loch Achanalt (K424)
- HMCS Loch Alvie (K428)
- HMCS Loch Morlich (K517)

### TřídaHalifax
- HMCS Calgary (335)
- HMCS Fredericton (337)
- HMCS Halifax (330)
- HMCS Charlottetown (339)
- HMCS Montréal (336)
- HMCS Ottawa (341)
- HMCS Regina (334)
- HMCS St. John's (340)
- HMCS Toronto (333)
- HMCS Vancouver (331)
- HMCS Ville de Québec (332)
- HMCS Winnipeg (338)